# جون کرافت
جون کرافت (انگلیسی: June Croft؛ زادهٔ ۱۷ ژوئن ۱۹۶۳) شناگر اهل بریتانیا بود.
وی در مسابقات کشوری و بین‌المللی در مجموع برندهٔ ۳ مدال طلا، ۳ مدال نقره، ۳ مدال برنز شده‌است.